# はなみずき通駅
はなみずき通駅（はなみずきどおりえき）は、愛知県長久手市久保山にある、愛知高速交通東部丘陵線（リニモ）の駅である。駅番号はL02。

## 歴史
- 2005年（平成17年）3月6日：開業[1]。
- 2016年（平成28年）3月12日：ICカード「manaca」の利用が可能となる[2]。

## 駅構造
相対式2面2線ホームを持つ地上駅。リニモの駅で相対式ホームであるのはこの駅のみである。コンコースは地下にあるため、出入口からホームへは階段またはエレベーターを上り下りする必要がある。
バリアフリーの対応として出入口・改札内に各2基、合計4基のエレベーターを配置。
安全対策として1番・2番線ホームに可動式ホームドアを設置。
この駅と藤が丘の間は乗務員が乗り込む。ただし基本的に運転はせず、地下区間の監視を行う。なお、この乗務員は駅員・車掌ではないので改集札や切符の発売は行わない。

### のりば
| 番線 | 路線        | 行先       |
| ---- | ----------- | ---------- |
| 1    | ■東部丘陵線 | 八草方面   |
| 2    | ■東部丘陵線 | 藤が丘方面 |

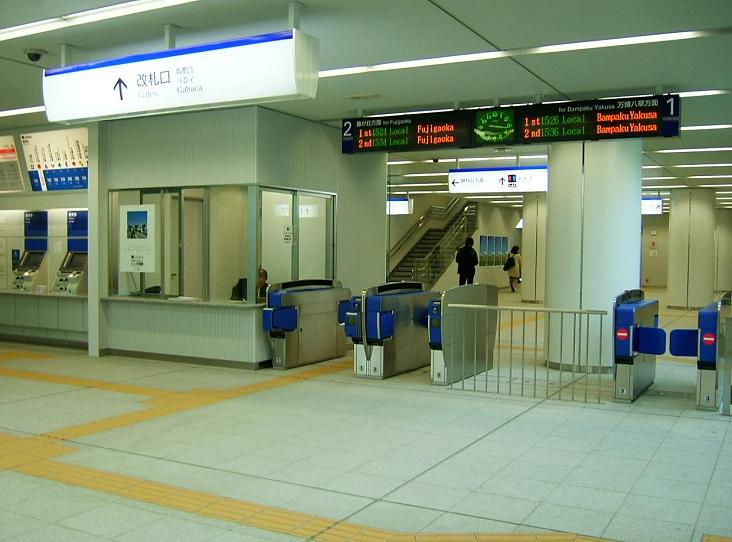
改札口
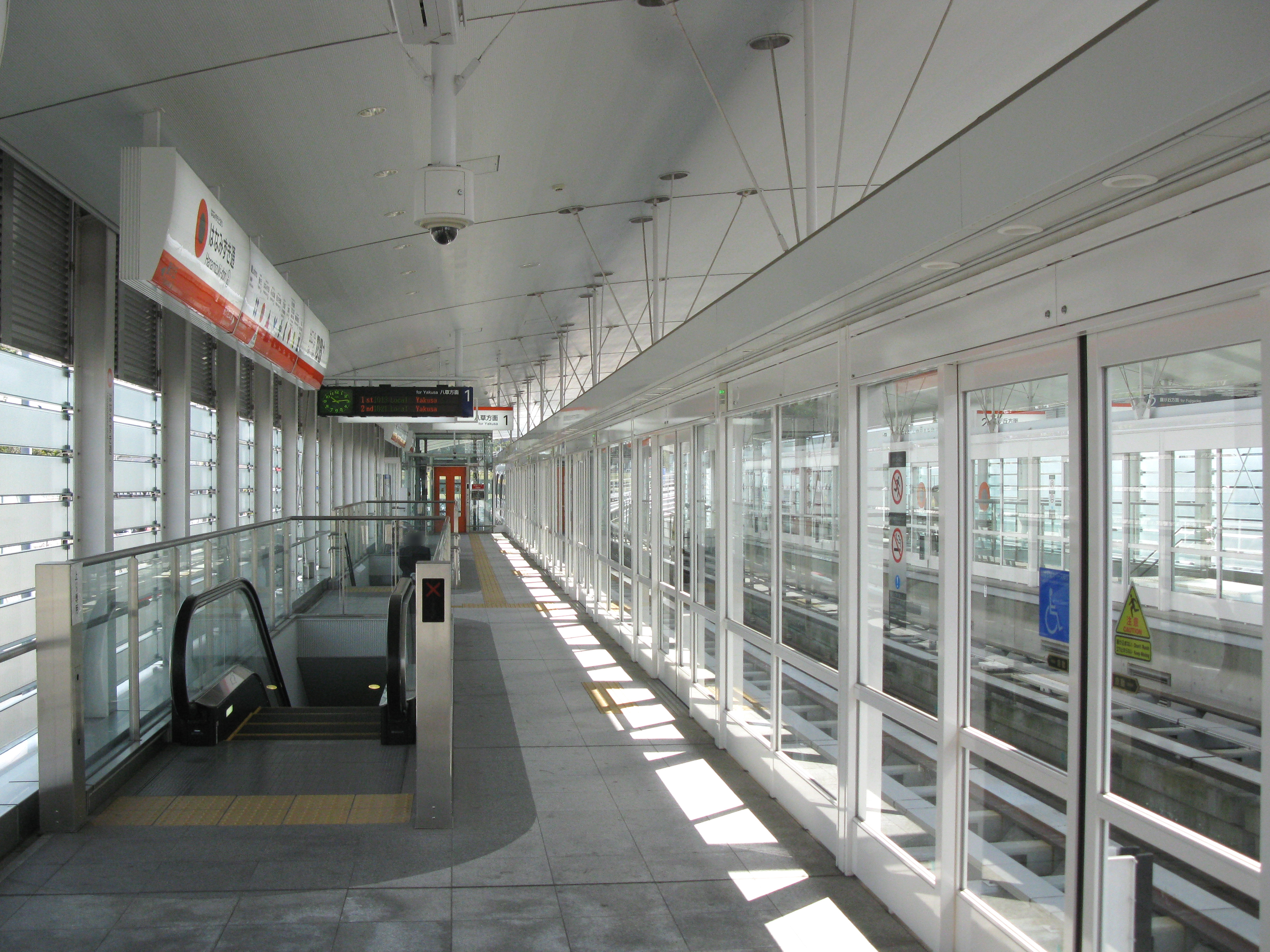
ホーム

## 利用状況
『ながくての統計』各号によると、乗車人員の推移は以下の通りである。
| 年                 | 年間   | 年間   | 一日平均< | 一日平均< | 備考             |
| 年                 | 総数   | 定期   | 総数      | 定期      | 備考             |
| ------------------ | ------ | ------ | --------- | --------- | ---------------- |
| 2004（平成16）年度 | 26798  | 4740   | 1072      | 190       | 2005年3月6日開業 |
| 2005（平成17）年度 | 751887 | 78780  | 2063      | 219       | 万博開催         |
| 2006（平成18）年度 | 308302 | 103320 | 849       | 287       | [ 5 ]            |
| 2007（平成19）年度 | 365606 | 131460 | 1005      | 365       | [ 5 ]            |
| 2008（平成20）年度 | 398297 | 154440 | 1097      | 429       | [ 5 ]            |
| 2009（平成21）年度 | 408007 | 161850 | 1124      | 450       | [ 5 ]            |
| 2010（平成22）年度 | 412557 | 166320 | 1137      | 462       | [ 5 ]            |
| 2011（平成23）年度 | 406373 | 169650 | 1118      | 471       | [ 6 ]            |
| 2012（平成24）年度 | 432043 | 189480 | 1191      | 526       | [ 6 ]            |
| 2013（平成25）年度 | 443237 | 198540 | 1222      | 552       | [ 6 ]            |
| 2014（平成26）年度 | 442205 | 196170 | 1219      | 545       | [ 6 ]            |
| 2015（平成27）年度 | 466583 | 204570 | 1284      | 568       | [ 6 ]            |
| 2016（平成28）年度 | 507255 | 239280 | 1399      | 665       | [ 7 ]            |
| 2017（平成29）年度 | 537916 | 263910 | 1484      | 733       | [ 7 ]            |
| 2018（平成30）年度 | 548912 | 278310 | 1514      | 773       | [ 7 ]            |
| 2019（令和元）年度 | 527779 | 267300 | 1454      | 743       | [ 7 ]            |
| 2020（令和02）年度 | 371440 | 196410 | 1025      | 546       | [ 7 ]            |

## 駅周辺
- 長久手市文化の家
- 長久手市中央図書館
- 長久手郵便局
- 長久手市立西小学校
- 景行天皇社
- 常照寺（池田恒興・池田之助・森長可の墓がある）
- 後山公園
- あいち銀行 長久手中央支店
- 名古屋銀行 長久手支店
- はなみずき通り（愛知県道6号力石名古屋線）
- 図書館通り（愛知県道6号力石名古屋線、愛知県道60号名古屋長久手線の重複区間[注釈 1]。）

## 隣の駅
愛知高速交通
■東部丘陵線（リニモ）
藤が丘駅 (L01) - はなみずき通駅 (L02) - 杁ヶ池公園駅 (L03)